# Provanna lomana
Provanna lomana is een slakkensoort uit de familie van de Provannidae. De wetenschappelijke naam van de soort is voor het eerst geldig gepubliceerd in 1918 door Dall.